# Els Aarne
Els Aarne   (Makíïvka, 30 de març de 1917 - Tallinn, 14 de juny de 1995) va ser una compositora, pianista i professora de música estoniana.

## Biografia
Els pares d'Els Aarne van ser el científic enginyer Jan Aarmann i la seva dona, Marie Aarmann. El 1939 Els Aarne es va casar amb el cornista i violoncel·lista Mart (alies Otto) Paemurru (nascut el 31 de maig de 1908 a Toila, Estònia) el 6 de novembre de 1972 a Tallinn, Estònia) Els i Mart Paemurru van tenir dos fills, Mait i Peter Paemurru. Peter és un conegut violoncel·lista i director d'orquestra.
Els Aarne va estudiar educació musical amb Gustav Ernesaks al Conservatori de Tallinn fins al 1939, piano amb Theodor Lemba fins al 1942 i composició amb Heino Eller fins al 1946. Va treballar com a professora de piano a la universitat de formació de professors a Tallinn. Allà també va impartir assignatures teòriques. De 1944 a 1974 va ensenyar solfeig i piano al Conservatori Estatal de Tallin (ara Conservatori de Música d'Estònia i l'Acadèmia de Teatre) a qui el seu marit Mart també va donar una conferència.
Els Aarne ha constat principalment com a compositora. Va escriure dues simfonies (1961, 1966), dos concerts de violoncel (1974, 1980), un concert per a contrabaix (1968), poemes simfònics, música de cambra, cantates: A la pàtria (1939), La cançó dels nostres dies (1965), cors i cançons. Va utilitzar melodies populars estonianes i les escales que les caracteritzen, però també va experimentar amb la tecnologia de dotze tons. Els temes de les seves obres corals eren variats: treball, casa, naturalesa, humor i relacions interpersonals.
Aarne era pianista de concerts. Va ser solista a l'estrena mundial del seu concert de piano i va actuar com a acompanyant de piano en diversos grups de música de cambra. Molts músics estonians van interpretar la seva música de cambra, com Elsa Maasik, Georg Ots, Margarita Voites, Peep Lassmann i els seus fills Mait i Peter Paemurru. Les seves obres corals van ser i són interpretades principalment per cors estonians, la seva música orquestral és interpretada per l'ERSO (Orquestra Simfònica Estatal d'Estònia). Va ser dirigida per Paul Karp, Roman Matsov, Neeme Järvi, Peeter Lilje, Jüri Alperten i Olev Oja (1935). Va escriure el llibre de text musical Solfegisen (2 volums, 1960, 1962), que es va distribuir a la Unió Soviètica. Al diari Sirp ja Vasar ("Sickle and Hammer") va escriure ressenyes musicals, va fer programes de ràdio interpretant compositors estonians, i va fotografiar i realitzar curtmetratges. El curtmetratge Azalea va ser guardonat en un concurs de pel·lícules d'aficionats, així com algunes de les seves fotografies foren premiades en concursos fotogràfics.